# Alsómocsolád
Alsómocsolád (vyslovováno [alšómočolád], německy Metschelad, Mutschlak, chorvatsky Močilag) je obec v Maďarsku v župě Baranya, spadající pod okres Hegyhát. Nachází se asi 4 km jižně od Mágocse. V roce 2015 zde žilo 283 obyvatel, z nichž jsou (dle údajů z roku 2011) 97,1 % Maďaři, 7,1 % Němci, 2,3 % Romové a 0,3 % Chorvati.
Sousedními vesnicemi jsou Kisvaszar a Mecsekpölöske, sousedními městy Komló a Mágocs.